# I Dood It
 I Dood It és una pel·lícula musical americana de Vincente Minnelli, estrenada el 1943 i realitzada per la Metro-Goldwyn-Mayer. El guió és de Fred Saidy i Sig Herzig i és protagonitzada per Richard Ainley, Patricia Dane, Lena Horne, i Hazel Scott. John Hodiak interpretat el dolent de la pel·lícula en la tercera pel·lícula de la seva carrera. Jimmy Dorsey i la seva orquestra interpreten els fragments musicals.

## Argument
A I Dood It (1943) Skelton interpreta un no ningú que està bojament enamorat de Constança Shaw (Eleanor Powell), una gran estrella musical de Broadway. Per a la seva sorpresa, Constança està d'acord a casar-se amb ell, pensant que és un magnat de la mineria, i gran part de la pel·lícula s'ocupa de les conseqüències d'aquest malentès. En anys posteriors, el director Vincente Minnelli despatxaria I Dood It com la seva pitjor pel·lícula, encara que una candidata més mereixedora d'aquest "honor" seria la pel·lícula de comiat de Minnelli A Matter of Time.

## Repartiment
- Red Skelton: Joseph 'Joe' Rivington Renolds
- Eleanor Powell: Miss Constance 'Connie' Shaw
- Richard Ainley: Larry West
- Patricia Dane: Suretta Brenton
- Sam Levene: Ed Jackson
- Thurston Hall: Kenneth 'Ken' Cawlor
- Lena Horne: Ella mateixa
- Hazel Scott: Ella mateixa
- Jimmy Dorsey i la seva orquestra: Ell mateix
- Helen O'Connell: Ella mateixa
- Bob Eberly: Ell mateix
- John Hodiak: Roy Hartwood
- Butterfly McQueen: Annette
- Marjorie Gateson: Sra. Alice Spelvin
- Andrew Tombes: M. Alfred Spelvin

## Producció
Segons MGM records, la pel·lícula va obtenir uns guanys de 1.615.000 dòlars als Estats Units i Canadà i 542.000 dòlars en la resta del món, produint uns beneficis de 319.000 dòlars.